# Aligia chiricana
Aligia chiricana är en insektsart som beskrevs av Ball 1931. Aligia chiricana ingår i släktet Aligia och familjen dvärgstritar. Utöver nominatformen finns också underarten A. c. alta.